# Rodrigo Paz Delgado
Rodrigo Paz Delgado (Tulcán, Equador, 20 de dezembro de 1933 — Flórida, Estados Unidos, 17 de agosto de 2021) foi um empresário, político e dirigente desportivo equatoriano.

## Carreira política
Rodrigo Paz foi prefeito da cidade de Quito entre 1988 e 1992. Nas eleições presidencias de 1996 concorrreu ao cargo não indo ao segundo turno. No ambito federal foi ministro da Fazenda no governo de Jaime Roldós (1979 - 1981) e presidente do Conselho Nacional de Modernização (CONAM) no governo interino de Fabián Alarcón (1997-1998).
No ano de 2004, buscou um novo mandato à frente da capital equatoriana, sendo derrotado por Paco Moncayo.

## Carreira desportiva
No campo esportivo, liderou o clube LDU como presidente sendo o promotor da construção do Estádio do clube em 1997 que leva seu nome em sua homenagem.
Dirigiu o clube nas maiores conquistas do clube e do futebol equatoriano na Copa. Libertadores de 2008, Copa Sul-Americana de 2009 e Recopa Sulamericana de 2009 e 2010.